# روجر ديفيس (سياسي)
روجر ديفيس (بالإنجليزية: Roger Davis)‏ هو سياسي أمريكي، ولد في 2 أكتوبر 1762، وتوفي في 20 نوفمبر 1815. حزبياً، نشط في الحزب الجمهوري الديمقراطي. وقد انتخب عضو مجلس نواب بنسيلفانيا وانتخب عضو مجلس النواب الأمريكي.